# Saint-Paulet

Saint-Paulet este o comună în departamentul Aude din sudul Franței. În 1 ianuarie 2022 avea o populație de 203 de locuitori.